# Nara Kōtsu
Nara Kōtsu (奈良交通), sovint abreujat com a Na-Ko (奈交, Nakō) i que es pot traduir al català com a Trànsit de Nara, és una companyia japonesa privada de transport en autocar que presta servei local a la prefectura de Nara, al sud de la prefectura de Kyoto, al sud-est de la prefectura de Wakayama i a la part central de la prefectura d'Osaka, al Japó.
L'empresa també presta els serveis de bus turístic a tota la prefectura de Nara, de bus d'aeroport des de Nara fins als aeroports internacional de Kansai i d'Itami, així com a autocars de llarga distància amb destinació a Chiba, Nagoya, Tòquio i Yokohama. La companyia també ofereix servicis d'autobusos charter, per a tours i demés serveis privats d'autobús sota demanda i contracte.

## Història
La història de la companyia té el seu origen el 20 de gener de 1921, quan es fundà la companyia de transports predecessora de l'actual, Automòbils Nara (奈良自動車, Nara Jidōsha), estaberta formalment a la ciutat de Nara, capital prefectural. La companyia es va mantindre independent fins que l'1 de juliol de 1943 es va haver de fusionar amb altres petites empreses locals del sector. Actualment, Nara Kôtsu pertany al grup Kintetsu, propietàri del ferrocarril Kintetsu i de la Kintetsu Bus, a més, és la companyia d'autocars de bandera de la prefectura de Nara.

## Parc mòbil

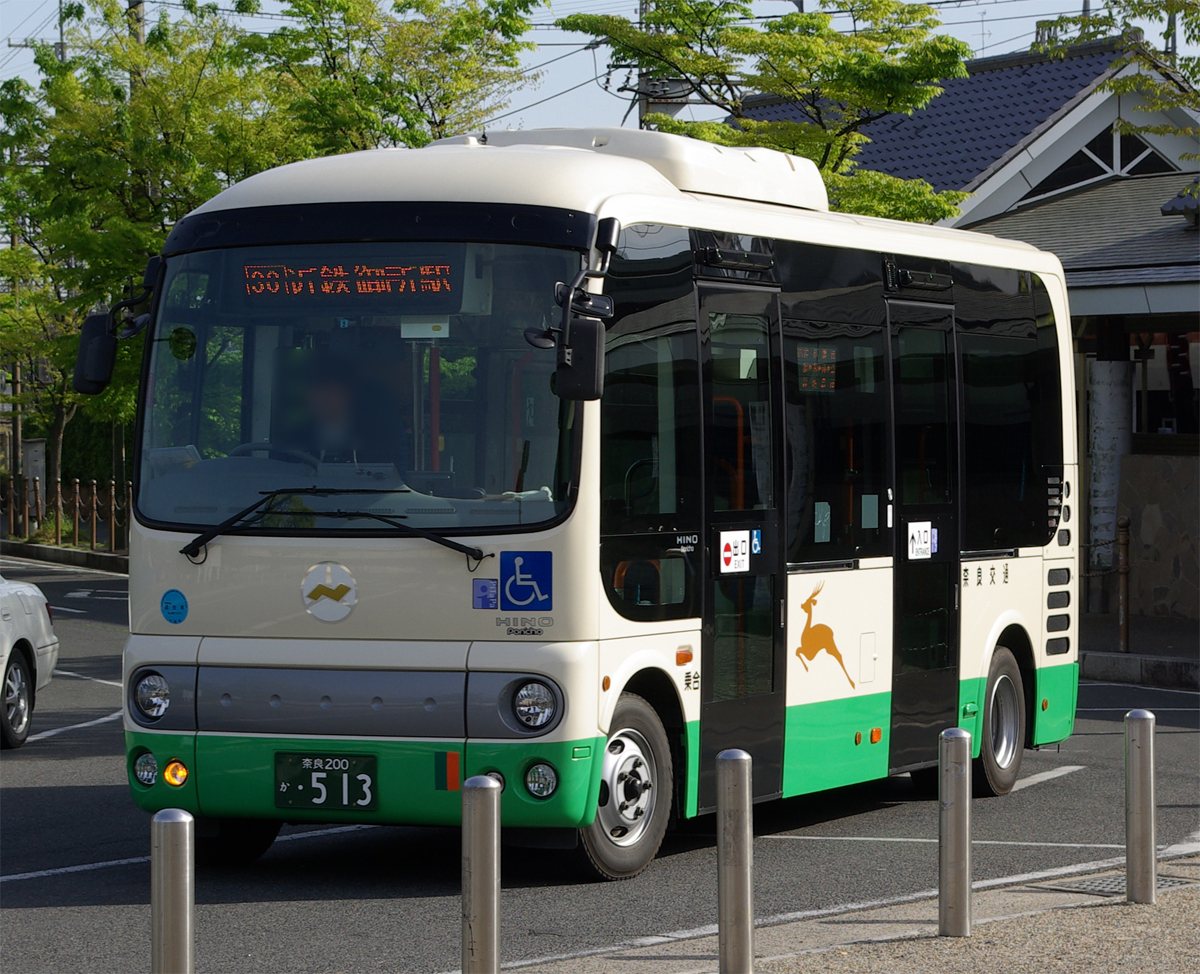
Hino Poncho
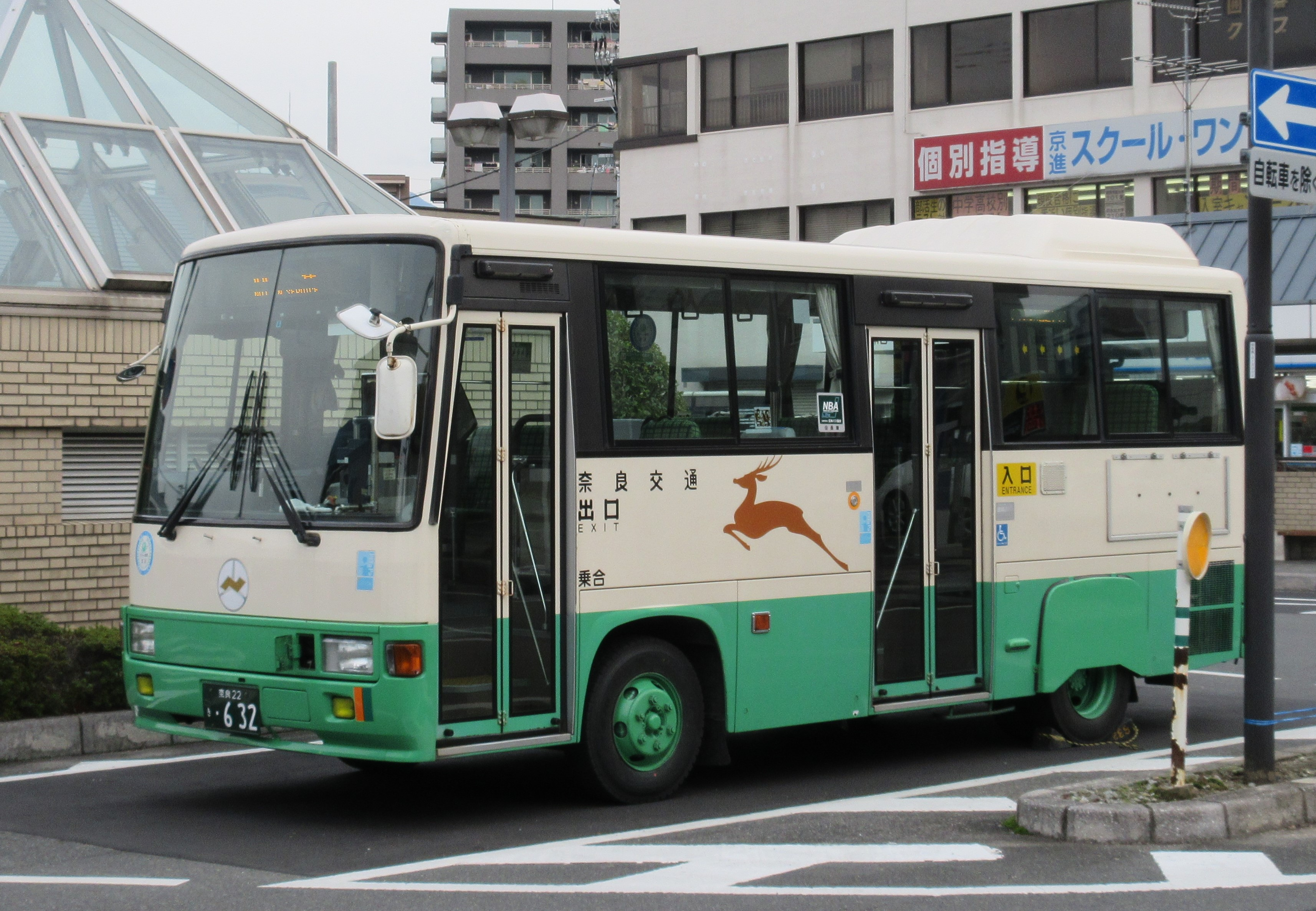
Hino Rainbow
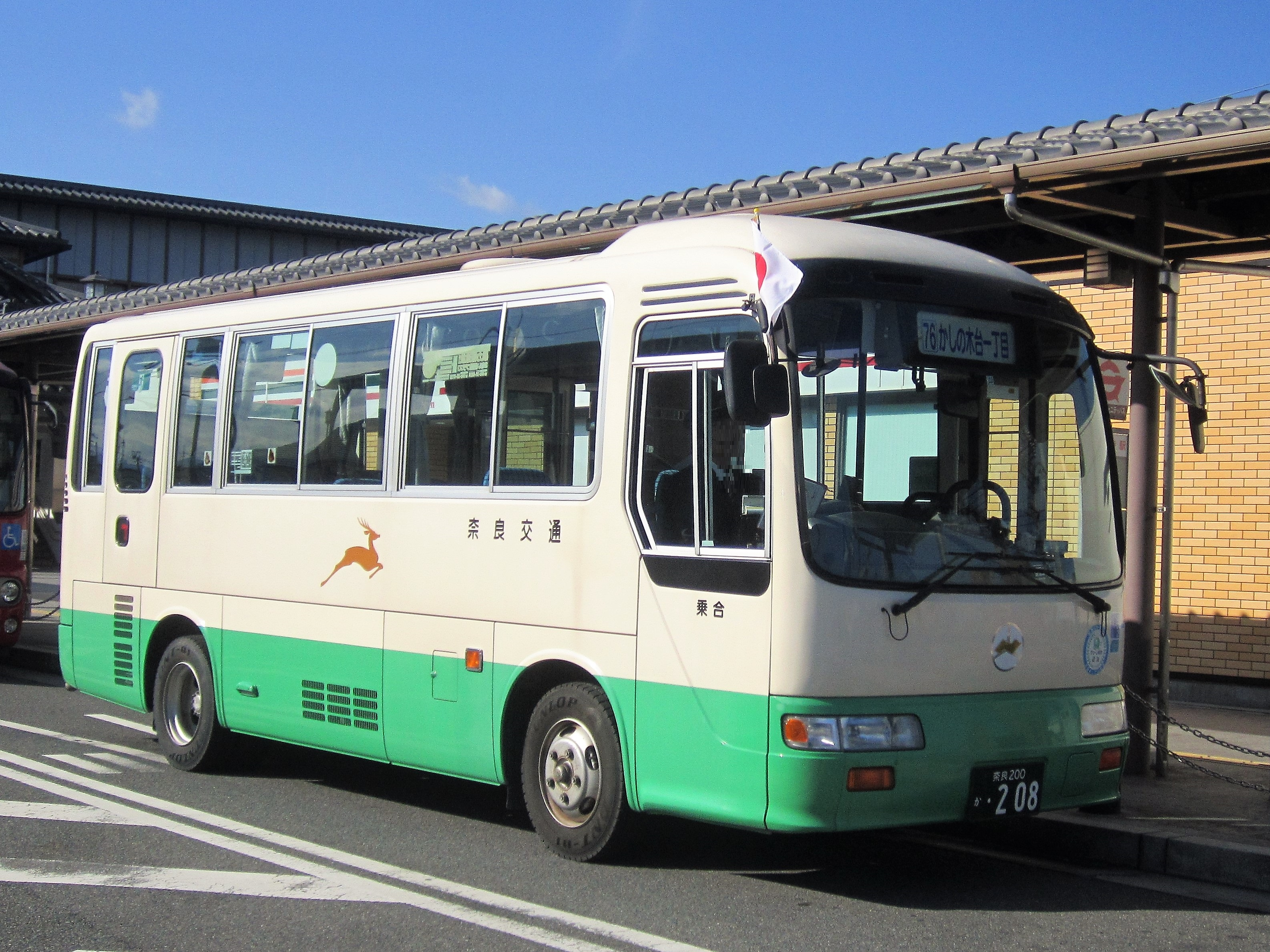
Hino Liesse
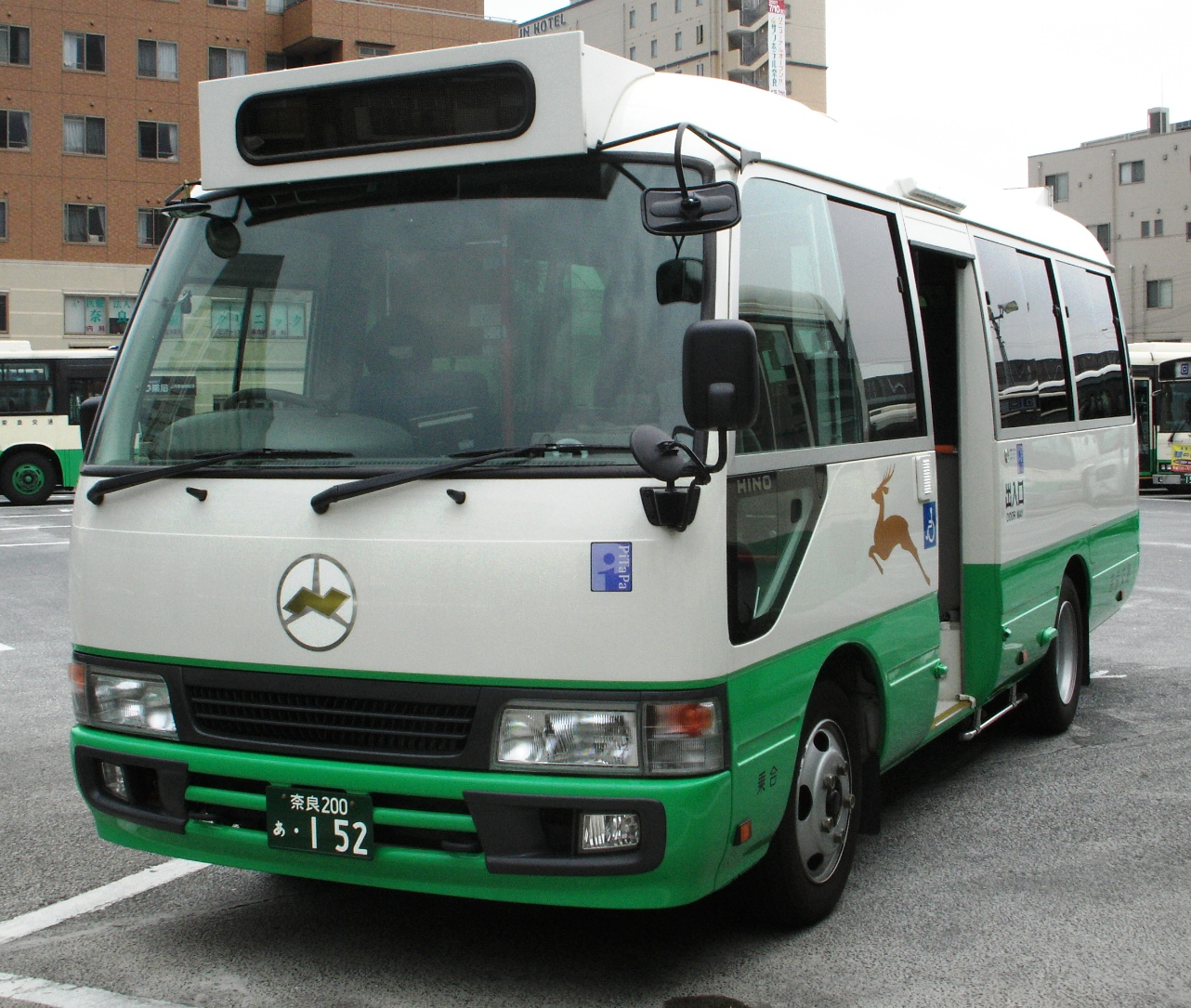
Hino
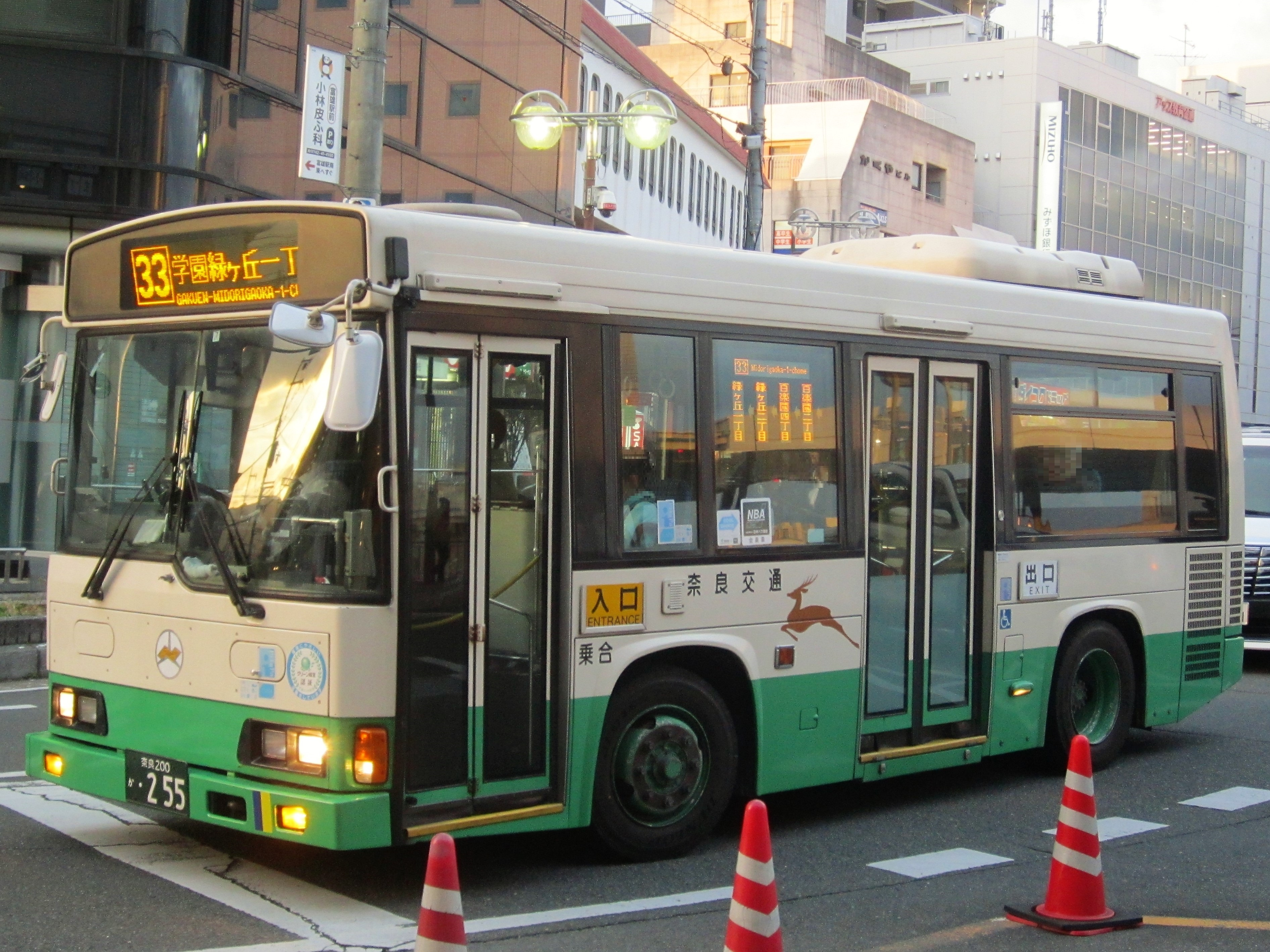
Isuzu
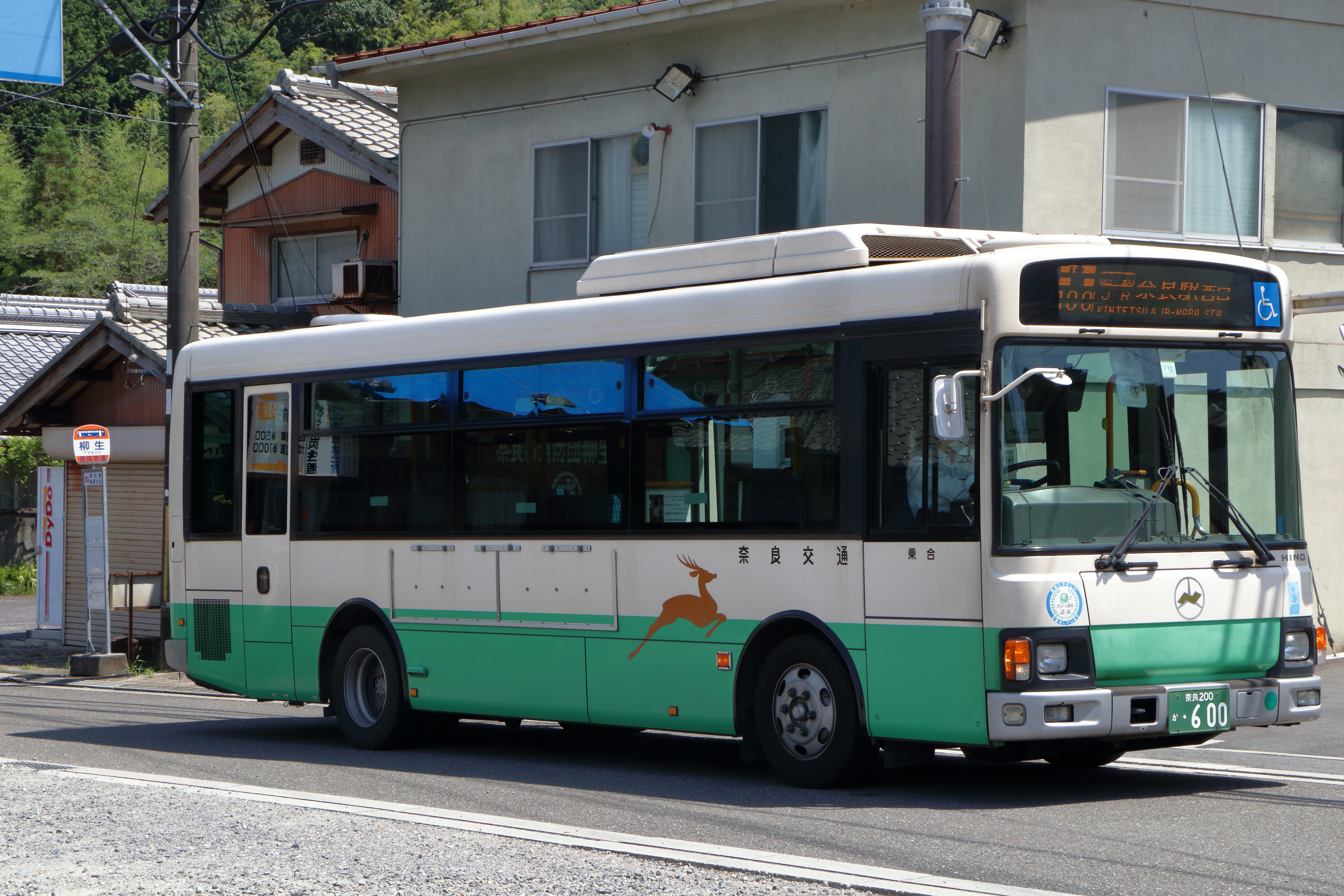
Isuzu
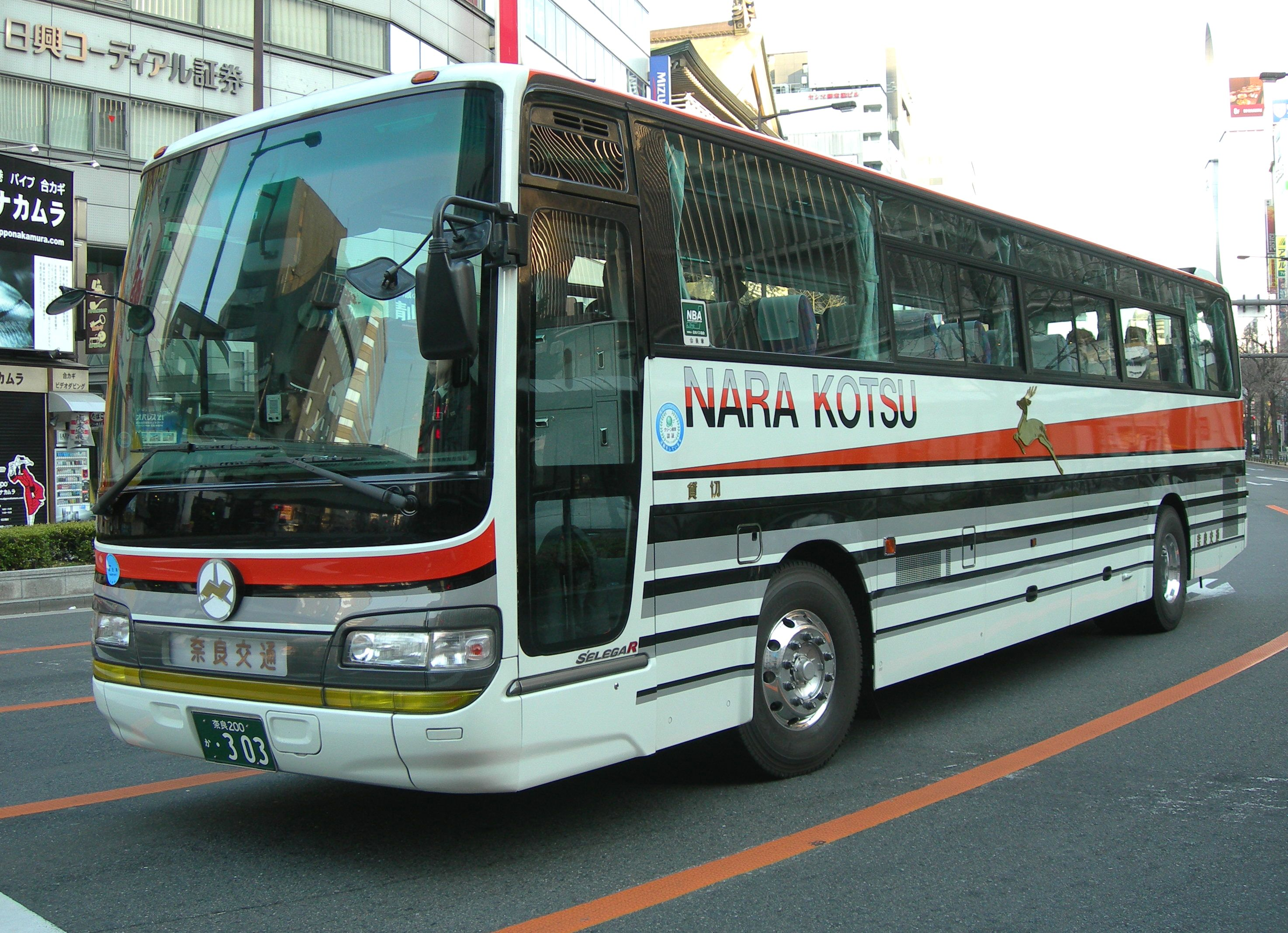
Hino S'elega
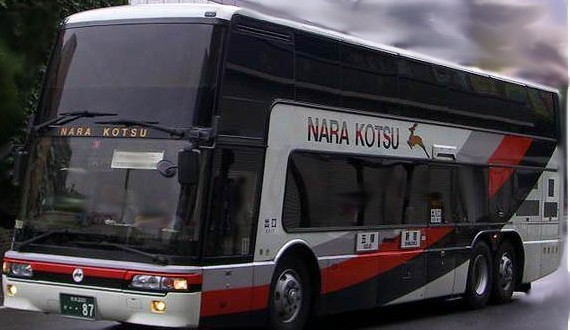
Mitsubishi Fusō Aero King